# Гусары (фильм)
«Гусары» (фр. Les Hussards) — французская комедия с Бурвилем в главной роли.

## Сюжет
Во время итальянской кампании капрал наполеоновской армии Ле Гус (Бернар Блие) и рядовой Флико (Бурвиль) теряют лошадей в окрестностях одной деревни. Опасаясь наказания, они заявляют, что стали жертвами нападения местных ополченцев. Это становится поводом для захвата французами заложников из числа местных жителей. Во время контрудара австрийцев погибает весь полк, за исключением наших двух героев.

## В ролях
| Актёр        | Роль                    |
| ------------ | ----------------------- |
| Бернар Блие  | капрал Ле Гус           |
| Бурвиль      | рядовой Флико           |
| Луи де Фюнес | церковный сторож Луиджи |
| Жорж Вильсон | капитан Жорж            |
| Вирна Лизи   | Элиза                   |
| Джесс Хан    | гусар                   |
| Альберт Реми | гусар                   |